# Gustau Terond
Gustave Thérond, en occità Gustau Terond, nascut a Sant Martin de Londras en 1866 i mort a Seta el 1941. En els seus escrits utilitzava sovint el sobrenom Biscam pas. Durant la seva vida, va participar activament en el manteniment de la llengua occitana, i més concretament del dialecte del Llenguadoc oriental.

## Biografia
Gustave Thérond va néixer a Sant Martin de Londras el 10 de desembre de 1866. Després de l'escola normal de Montpeller, Va ser professor a Sant Pargòli i després a Seta entre 1890 i 1928. Va ser elegit majoral de Félibrige de Cigalo Roumano, o de Valergue des de 1902, seguint Jean Laurès. És un dels creadors de l'Almanac setori l'any 1894. De persuasió socialista, és proper a Jean Jaurès i fa campanya perquè la secció de Seta s'incorpori a la Internacional Comunista. També és un dels fundadors del Partit Comunista Francès de Sèta encara que se'n va allunyar el 1925.
Va escriure un treball gramatical sobre el parlar de Sète que va presentar a la Société des Langues Romanes durant el concurs del Prix Boucherie l'any 1900 però que no es va publicar. L'obra va romandre inèdita fins a l'any 2002, quan el text original va ser recuperat al Cirdòc pel Cèucle Occità Setòri així com per Gaston Bazalgues i publicat amb el títol Éléments de grammaire languedocienne (1900): Dialecte Languedoc Cettois. Va publicar diversos contes en revistes com La Cigala d'Aur, La Tèrra d'òc, La Revue Méridionale, Le Réformiste, Le Midi mondain etc.
Es va jubilar com a mestre i director d'escola l'any 1928. Va morir el 30 de mai de 1941 i està enterrat al Cementeri marí de Seta. Un camí prop del Mont Sant-Clair porta el seu sobrenom.

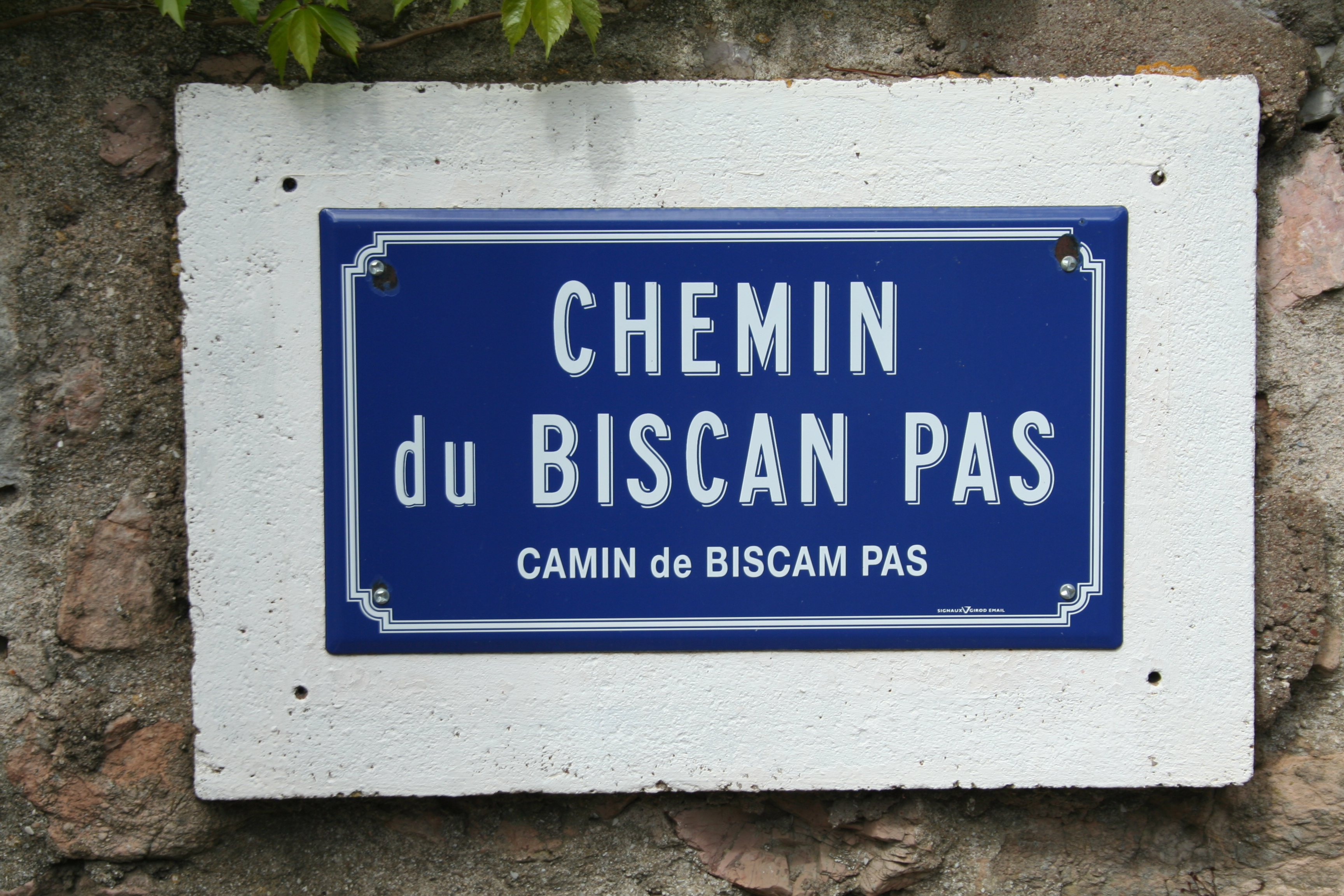
Camin de Biscam Pas, on Thérond feia una barraqueta